# Triangelpunkterat korgblomsmott
Triangelpunkterat korgblomsmott (Phycitodes albatella) är en fjärilsart som beskrevs av Émile Louis Ragonot 1887. Triangelpunkterat korgblomsmott ingår i släktet Phycitodes och familjen mott. Arten är reproducerande i Sverige. Inga underarter finns listade i Catalogue of Life.